# Młyniska

Lage des Stadtbezirks Młyniska in Danzig

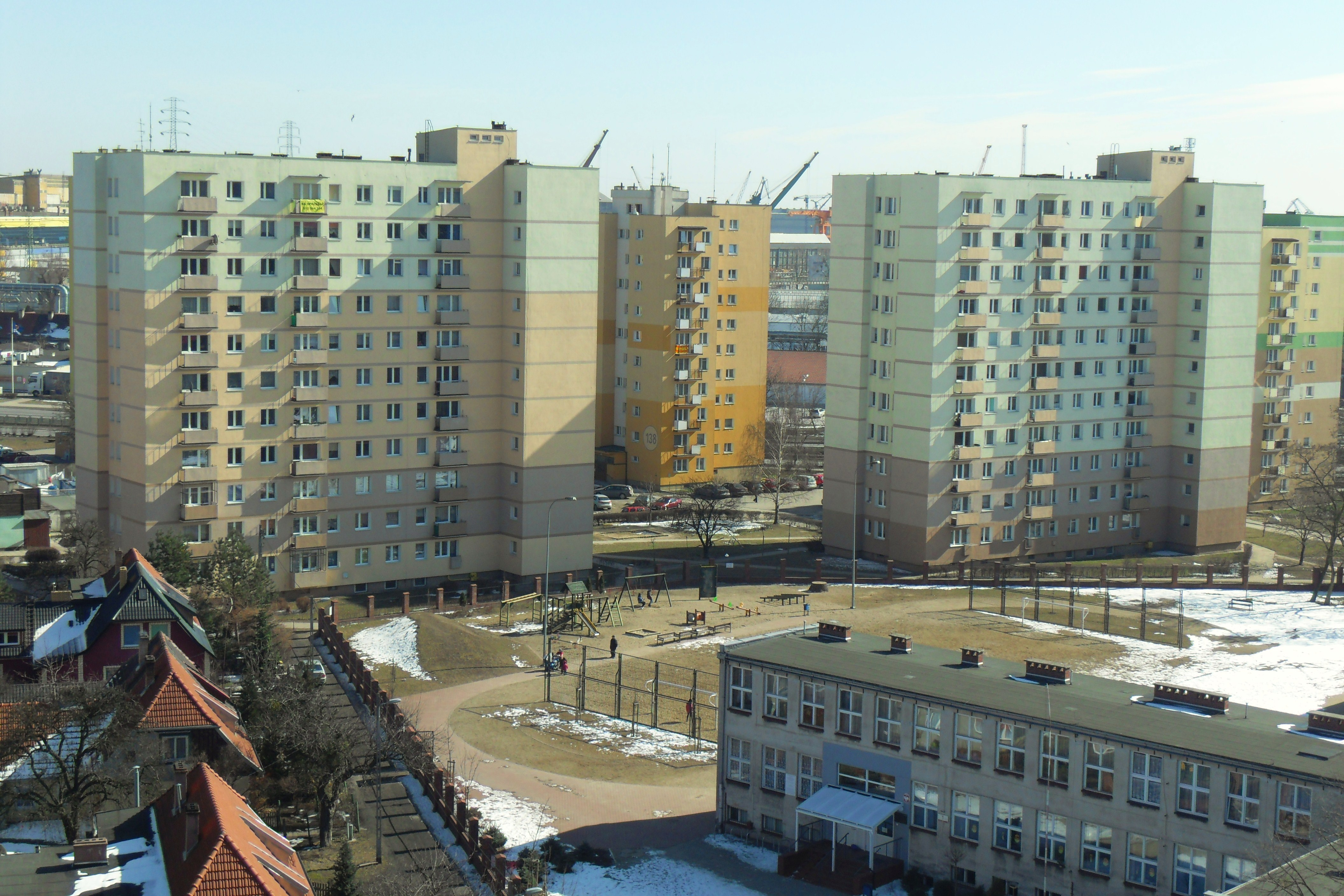
Młyniska, Grünes Dreieck

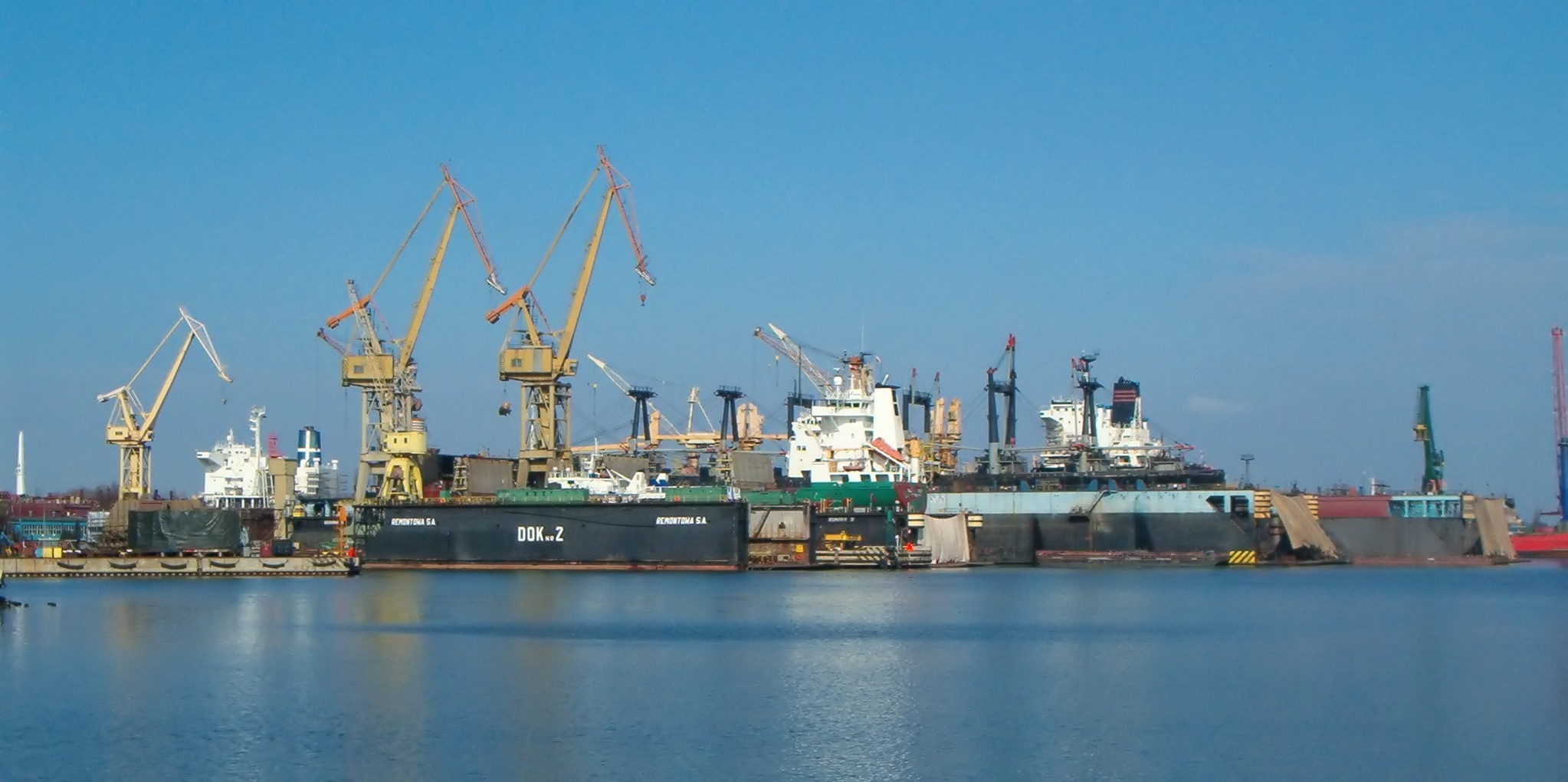
Werften auf der Insel Ostrów

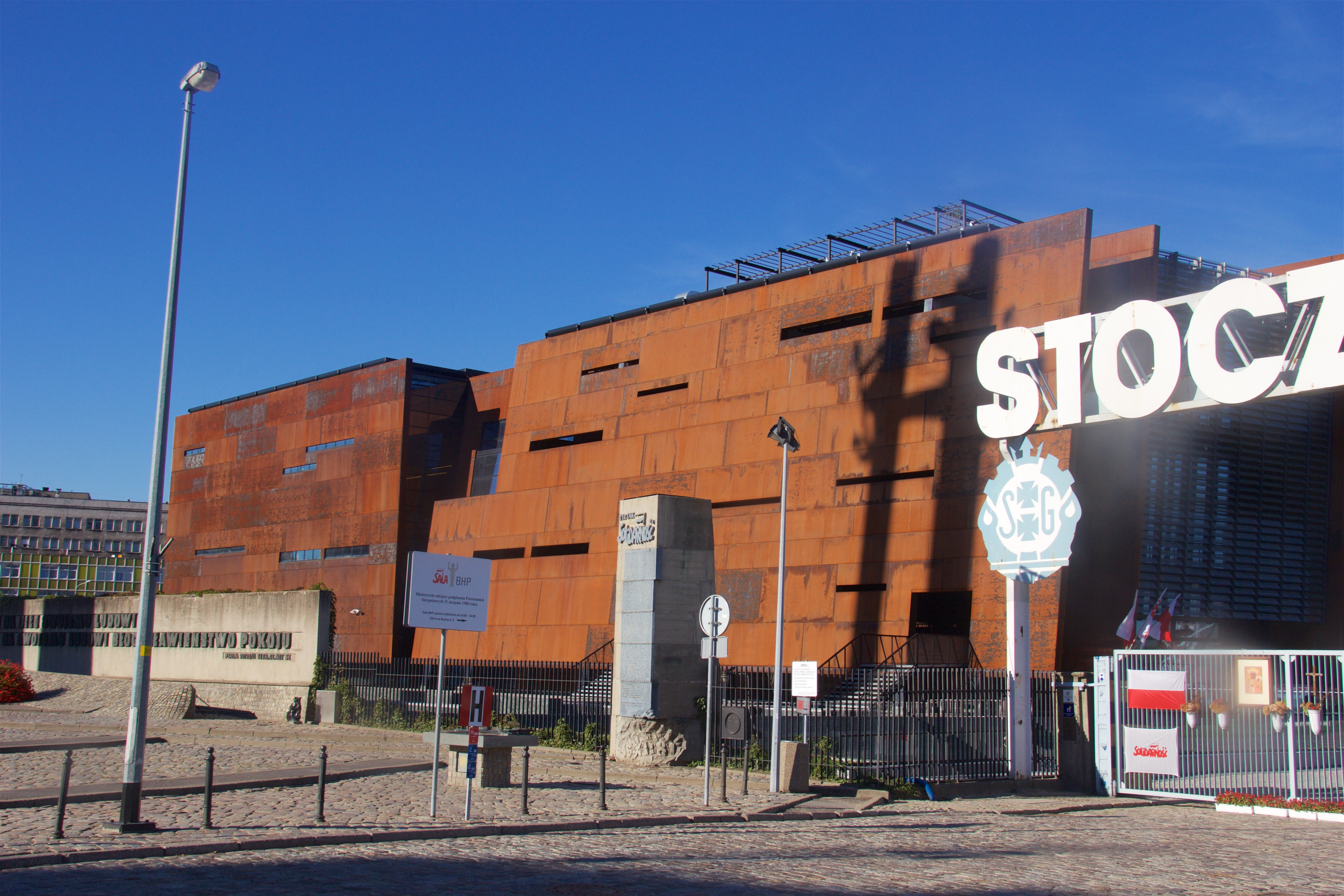
Europäisches Zentrum der Solidarność

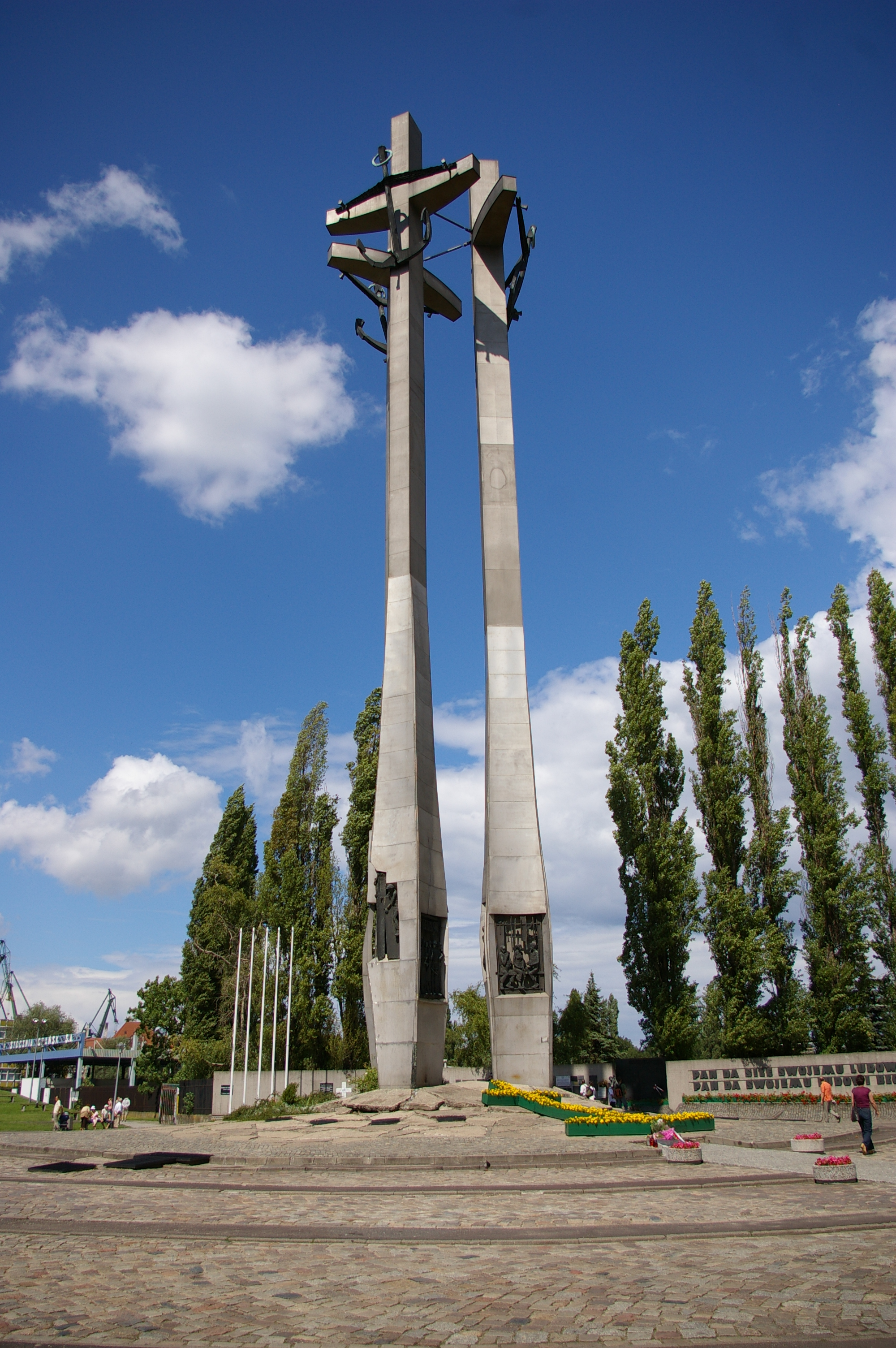
Monument für die gefallenen Werftarbeiter in Danzig

Młyniska (kaschubisch Szelmeja; deutsch Schellmühl) ist ein Stadtbezirk von Gdańsk (Danzig) in Polen, dieser umfasst eine Fläche von 4,2 km² und zählt 3404 Einwohner mit einer Bevölkerungsdichte von 814 Einwohnern/km². Teile des Gebiets kamen 1877, 1902 und 1914 administrativ zur Stadt Danzig.

## Geographie
Der Bezirk liegt im Norden der Innenstadt und grenzt an die Bezirke Innenstadt, Aniołki, Wrzeszcz Dolny, Letnica und Przeróbka. Die Schleife der Martwą Wisłą (Tote Weichsel) führt durch Młyniska und deren künstlicher Arm Kanał Kaszubski (Kaschubischer Kanal, ehemals Kaiserhafen) bildet die Ostgrenze des Bezirks zur Wyspa Portowa (Hafeninsel).
Mehr als die Hälfte der Fläche (2,2 km²) des Bezirks gehört zur Insel Ostrów (Holm). Eine beträchtliche Fläche von Młyniska wird von Werftanlagen und Industriebetrieben eingenommen. Wohngebiet ist Zielony Trójkąt (Grünes Dreieck), wo die Siedlungshäuschen der Vorkriegszeit durch Wohnblocks einfachster Bauart geradezu erschlagen werden.

### Gliederung
- Ostrów (Holm), Insel mit Werftanlagen
- Młode Miasto (Jungstadt), Werftanlagen und Industriebrachen
- Młyniska (Schellmühl), Industriegebiet
- Składy (Legan), Industriegebiet
- Zielony Trójkąt (Grünes Dreieck), Wohngebiet.

## Geschichte
Die Jungstadt gehörte schon zur Hansestadt Danzig. Schellmühl gehörte ab 1818 zum Landkreis Danzig. Legan und Klein Schellmühl wurden 1877 aus Schellmühl ausgegliedert und nach Danzig eingemeindet. Das restliche Schellmühl kam 1887 an den Kreis Danziger Höhe und 1914 an Danzig. Der Holm wurde 1902 eingemeindet.
1844 wurde die Kaiserliche Werft (ab 1919 Danziger Werft und Eisenbahnwerkstätten) gegründet und 1890 entstand die Zweigwerft der Schichauwerft in Elbing. In Legan befand sich die Waggonfabrik Danzig, wo in den 1920er Jahren die Straßenbahnwagen vom Typ Bergmann, auch Heubuder genannt, gebaut wurden.
Die nach 1945 vereinigten Werften wurden 1967 in Stocznia Gdańska im. Lenina (verkürzt Lenin-Werft) umbenannt. Im Dezember 1970 wurden Streiks und Arbeitsniederlegungen durchgeführt, die von der Staatsmacht blutig niedergeschlagen wurden. International bekannt wurde die Werft, als im Streiksommer des Jahres 1980 nach der Unterzeichnung des Augustabkommens in der Arbeitsschutzhalle der Werft die Gewerkschaft Solidarność gegründet wurde. Die Werft gilt als Keimzelle der demokratischen Bewegung Polens.
Auf den Industriebrachen um das 2014 eröffnete Europäische Zentrum der Solidarność  soll ein neuer Stadtteil mit Büro- und wohngebäuden entstehen.

## Wirtschaft
- Werft Gdańska Stocznia Remontowa SA (Ostrów), 5 Hafenbecken, 22 Kranen
- Werft Stocznia Gdańsk SA (Ostrów), zehn Kranen
- Werft Stocznia Północna (Składy)
- EDF Wybrzeże (Młyniska), Danziger Kraftwerk (Fernwärme 726 MW, Stromerzeugung 226 MW)

## Bauwerke
- Monument für die 1970 gefallenen Werftarbeiter in Danzig (1980)
- Europäisches Zentrum der Solidarność (ECS); Toranlage der Werft
- Historische Gebäude und Krane der Danziger Werft
- Arbeiter- und Angestelltenwohnhäuser der Schichau-Kolonie
- Kościół NMP Matki Kościoła i św. Katarzyny Szwedzkiej, erbaut in den 1990er Jahren
- Stadion von SKS Polonia Gdańsk

## Verkehr
Am Rande des Bezirks besteht der Bahnhof Gdańsk Stocznia der Danziger S-Bahn, Gdańsk Nowe Szkoty wird derzeit nicht mehr bedient. Daneben gibt es Straßenbahn- und Buslinien.

## Persönlichkeiten
- Georg Voigt (1866–1927)